# Gaudeamus igitur

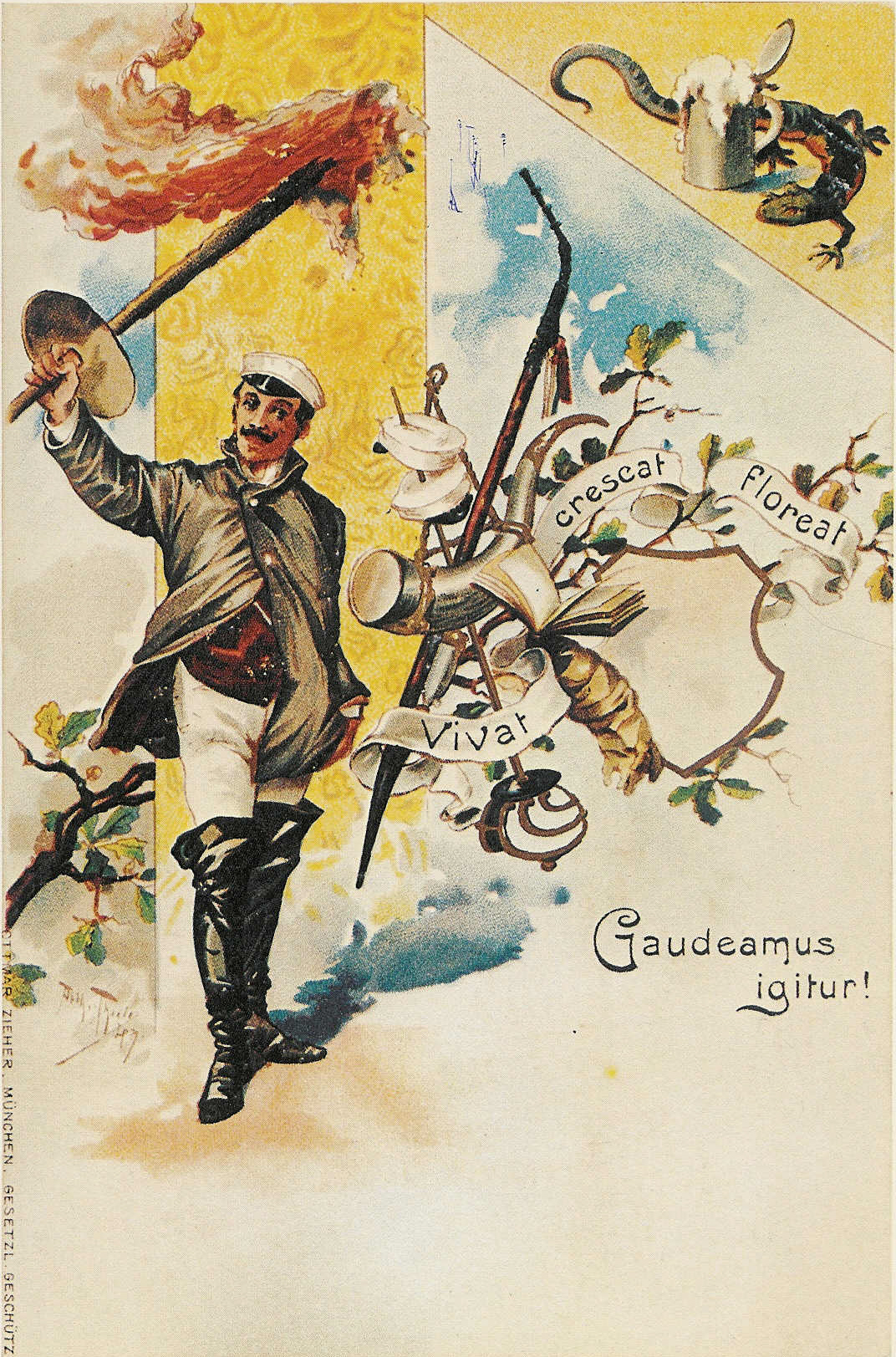
Cartão postal com símbolos da vida estudantil alemã em 1898, em que se lê "Gaudeamus igitur"

De brevitate vitae (Sobre a brevidade da vida), mais conhecida como o Gaudeamus igitur, é uma canção que serve de Hino Universitário em todo o mundo, especialmente na Europa, frequentemente interpretada em cerimónias de graduação ou formaturas. Apesar desse uso formal, é um hino jocoso, alegre, que brinca com a vida universitária. A canção remonta a 1287. Situa-se dentro da tradição do carpe diem com suas exortações para aproveitar a vida.
Usada também como canção de libações etílicas, é ainda o hino oficial ou semi-oficial de inúmeras universidades e escolas, colégios, liceus e sociedades estudantis.

## Conteúdo
A letra celebra a boémia da vida universitária mas, ao mesmo tempo, relembra que todos acabaremos por morrer. Contém referências irônicas e humorísticas e muitas das versões que foram conservadas revelam censuras que foram feitas para permitir a apresentação em cerimônias públicas. Os estudantes, de sua parte, conhecem e cantam versões, diga-se, mais "apimentadas".
Johannes Brahms cita o hino na secção final de sua "Abertura do Festival Acadêmico". Sigmund Romberg usou-o na opereta O príncipe estudante, ambientada na Universidade de Heidelberg.

### Letra
Uma versão datada do século XVII é aqui registrada (C. W. Kindleben, 1781) com a tradução em português, verso a verso. A palavra antiburschius ("anti-estudantil") não existe em latim verdadeiro, foi inventada pelos estudantes da época com base na palavra alemã Bursche, "camarada de escola", "colega".
| Latim | Português |
| --- | --- |
| Gaudeamus igitur Juvenes dum sumus. Post jucundam juventutem Post molestam senectutem Nos habebit humus.  | Alegremo-nos, portanto, Enquanto somos jovens. Depois de uma juventude prazenteira, Depois de uma velhice doentia, A terra nos terá. |
| Ubi sunt qui ante nos In mundo fuere? Vadite ad superos Transite in inferos Hos si vis videre.            | Onde estão os que, antes de nós, No mundo estiveram? Procurem no Céu, Mergulhem no Inferno, Se os quiserem ver.                      |
| Vita nostra brevis est Brevi finietur. Venit mors velociter Rapit nos atrociter Nemini parcetur.          | Nossa vida é breve, Logo findará. A morte vem rápida, Arrebata-nos atrozmente Sem ninguém poupar.                                    |
| Vivat academia! Vivant professores! Vivat membrum quodlibet Vivant membra quaelibet Semper sint in flore. | Viva a academia! Vivam os professores! Viva cada estudante! Vivam todos os estudantes! Estejam sempre no ápice!                      |
| Vivant omnes virgines Faciles, formosae. Vivant et mulieres Tenerae amabiles Bonae laboriosae.            | Vivam todas as virgens, Fáceis e formosas! E vivam também as matronas, Ternas e amáveis, Boas, laboriosas.                           |
| Vivat res publica et qui illam regit. Vivat nostra civitas, Maecenatum caritas Quae nos hic protegit.     | Viva a comunidade (país, coisa pública) E quem a governa! Viva nossa cidade E a caridade dos nossos patronos Que aqui nos protegem!  |
| Pereat tristitia, Pereant osores. Pereat diabolus, Quivis antiburschius Atque irrisores.                  | Morra a tristeza! Morram os odientos! Morra o diabo, Os que são contra os estudantes E os que zombam de nós!                         |

## Nota
- Este artigo foi inicialmente traduzido, total ou parcialmente, do artigo da Wikipédia em inglês cujo título é «Gaudeamus igitur».